# Kapelle am Gillrather Hof (Gillrath)

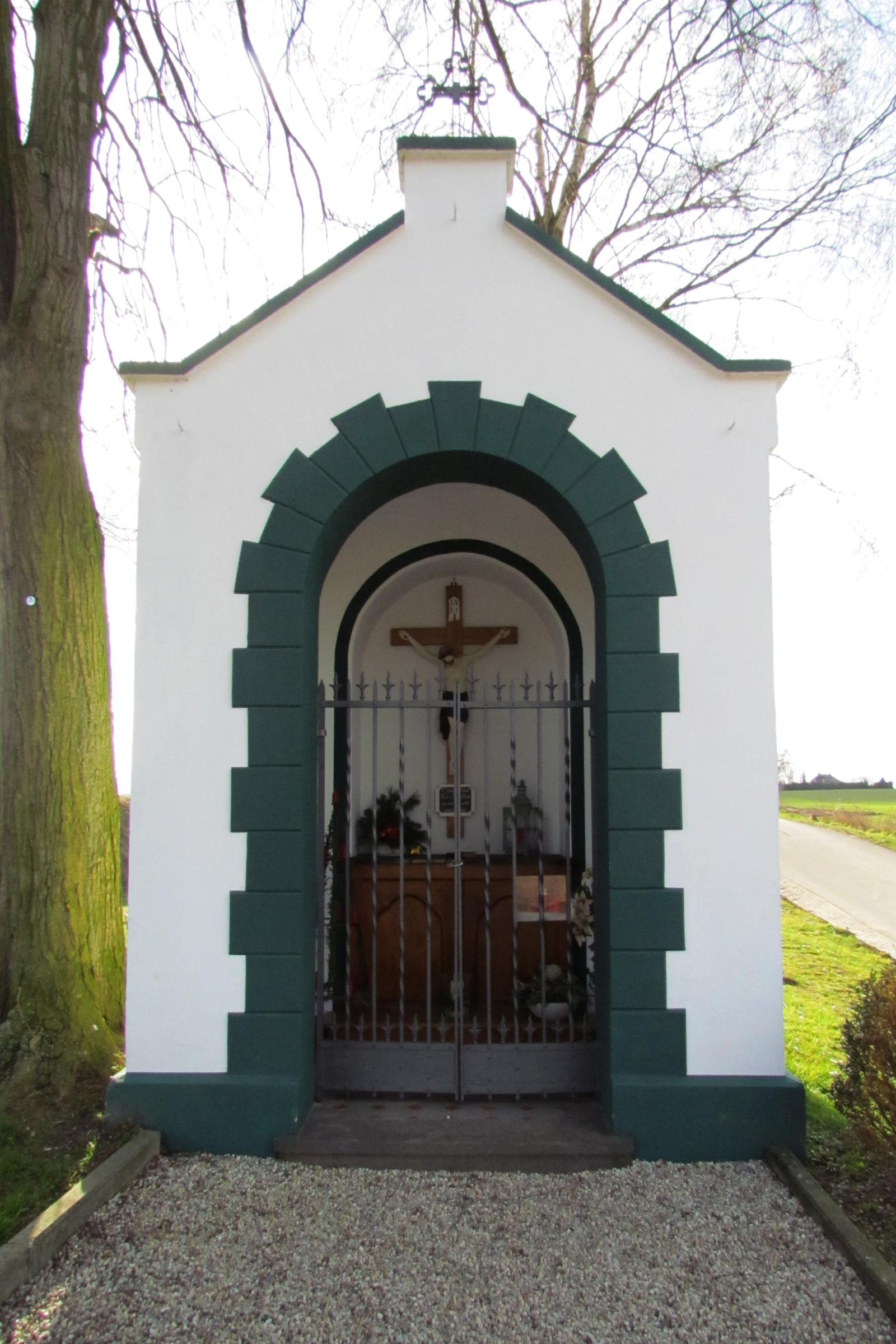

Die römisch-katholische Kapelle am Gillrather Hof befindet sich im Ortsteil Gillrath in der Stadt Geilenkirchen in Nordrhein-Westfalen.  Sie steht als Baudenkmal unter Denkmalschutz.

## Lage
Die Kapelle hat ihren Standort in Ortsteil Gillrath am Gillrather Hof in der Bergstraße.

## Geschichte
Das Bauwerk wurde im Jahre 1890 errichtet. Ein Holzkreuz mit einem Korpus ist an der Rückwand angebracht.

## Architektur
Die Kapelle am Gillrather Hof ist ein kleiner Backsteinbau unter einem Satteldach. Das Mauerwerk der dreiseitig geschlossene Kapelle ist verputzt. Der Kapelleneingang mit einem Bogen ist mit einem schmiedeeisernen Gitter versehen und durch Zierputz verschönert. Ein Steinzeugfußboden aus der Bauzeit der Kapelle ist noch erhalten.

## Galerie

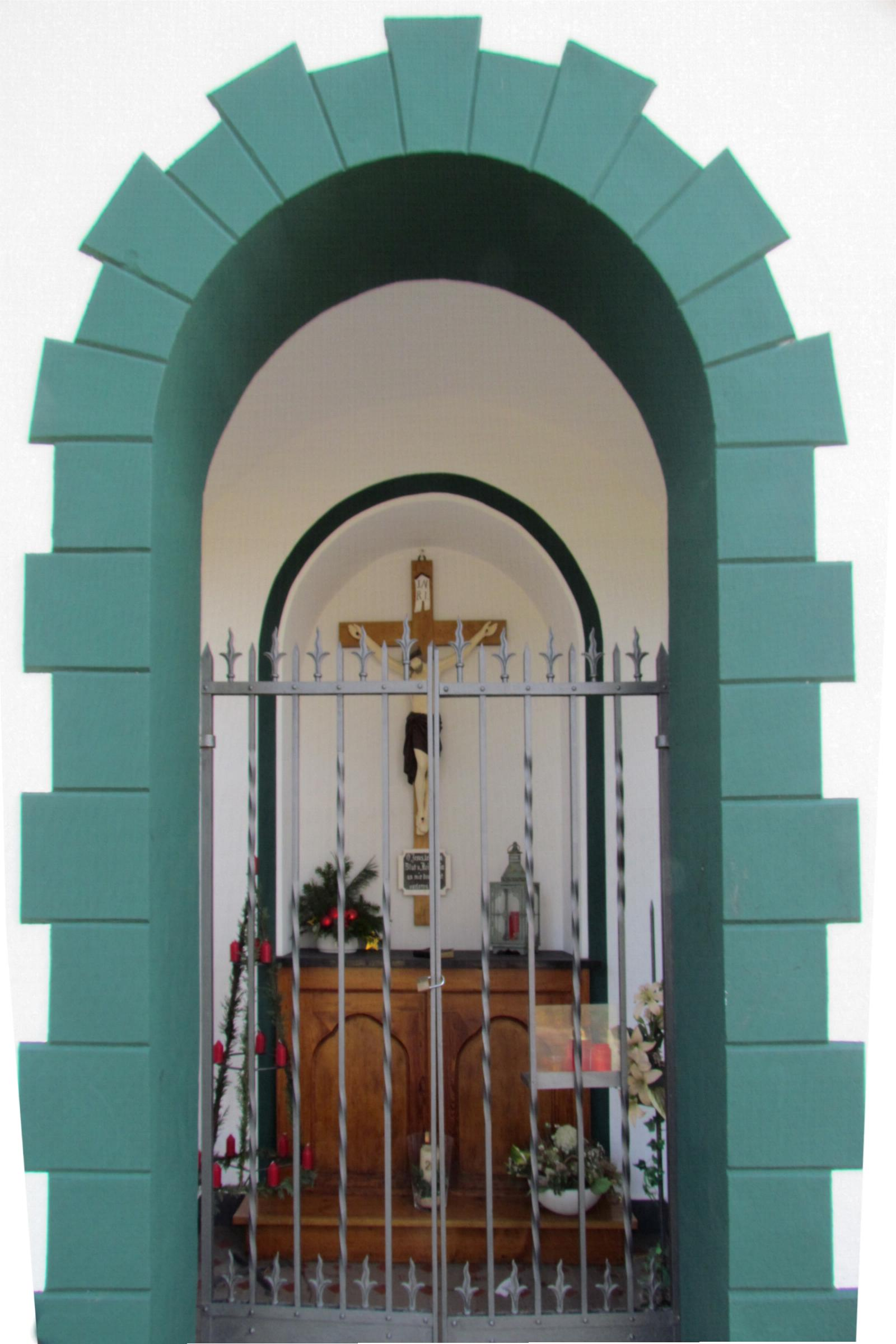
Zierputz am Eingang
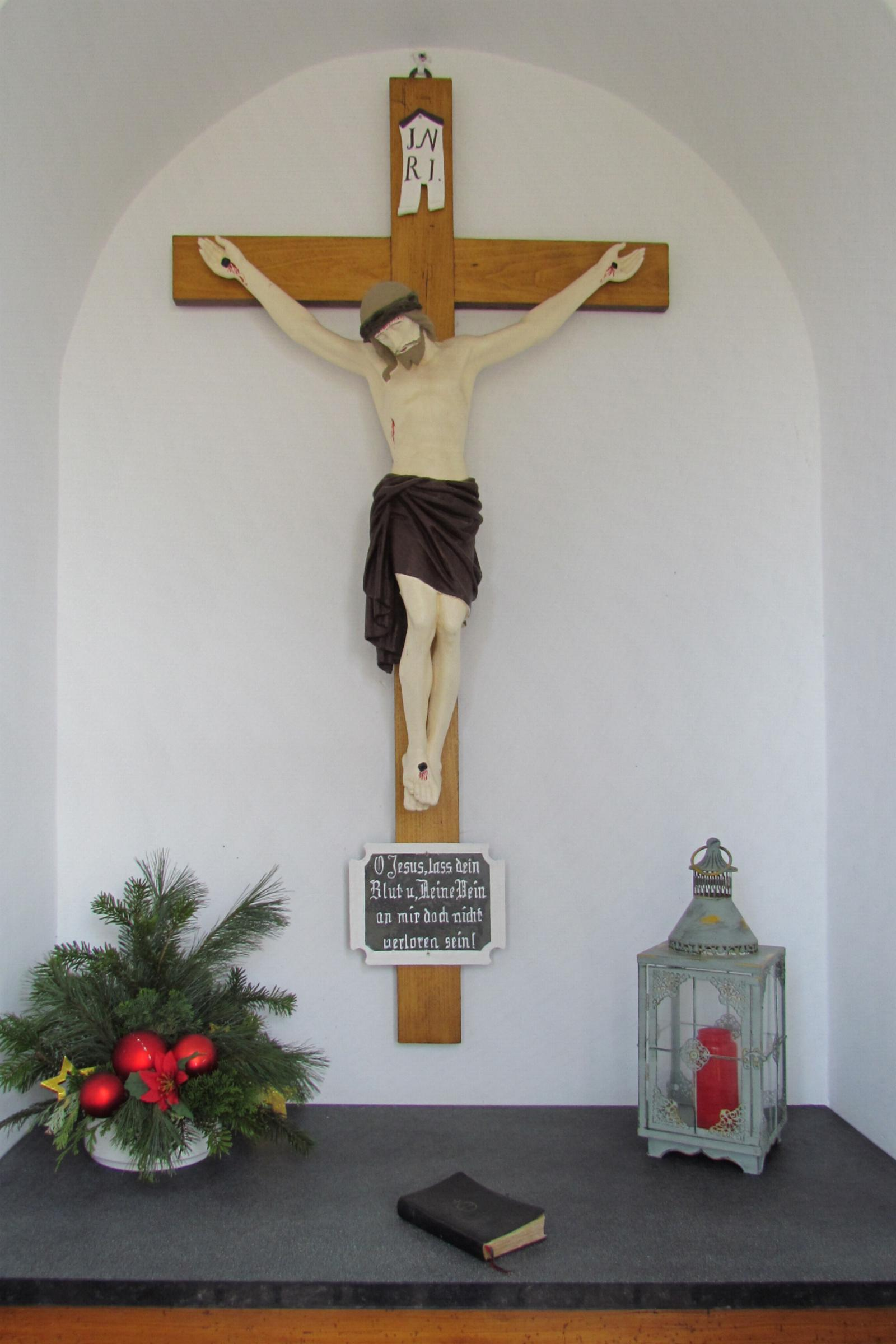
Innenansicht
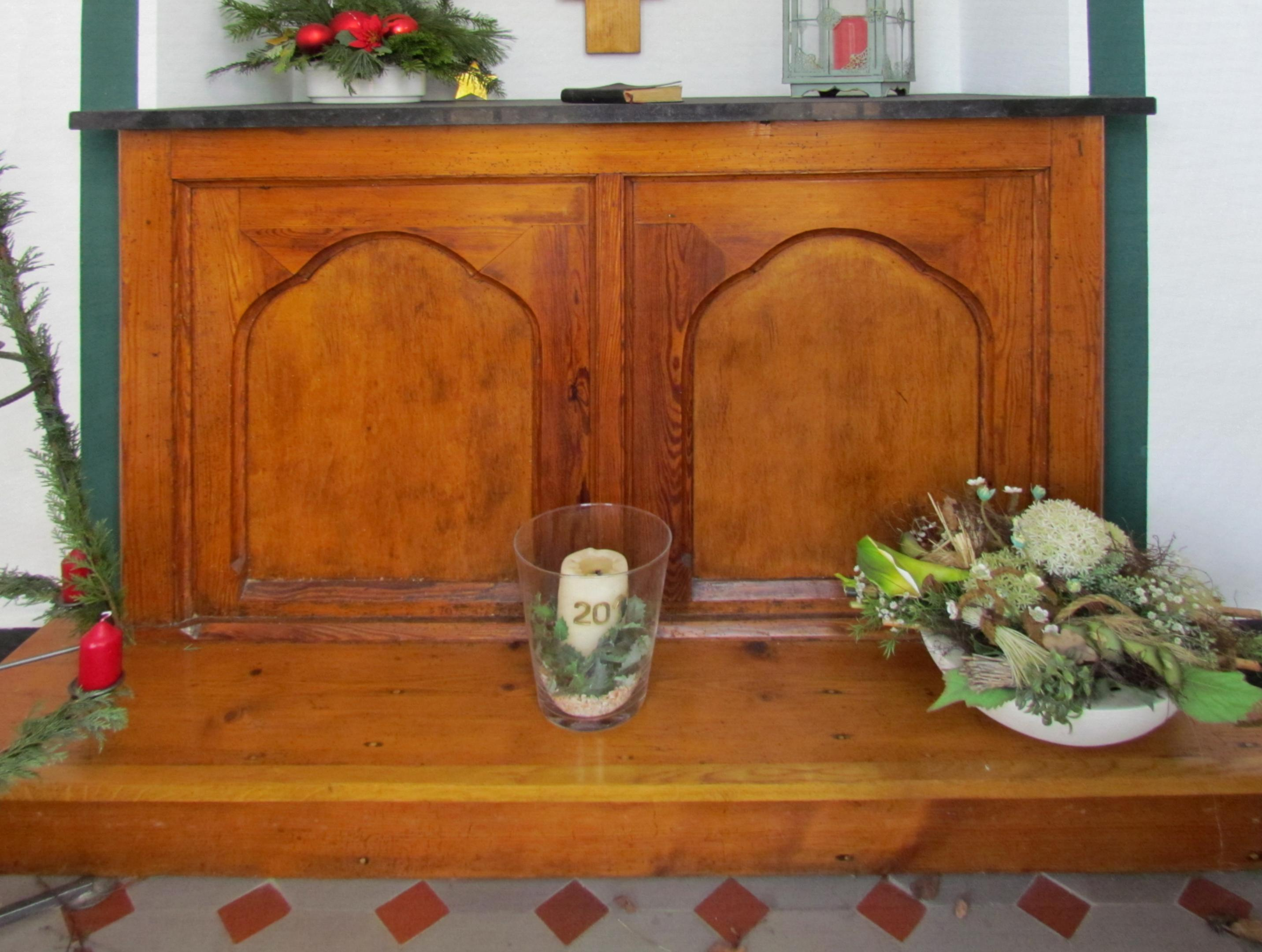
Holzaltar